# Dona Maria II
La Dona Maria II era un fregata a vela da 44 cannoni della Reale Marina portoghese, costruita in Gran Bretagna negli dieci del XIX secolo. Il suo nome deriva da quello della regina Maria II del Portogallo.

## Storia
Costruita in Gran Bretagna nel 1810 come nave mercantile, fu realizzata con largo impiego di legno di teak, ed al momento del varo ricevette il nome di Asia. L'unità fu acquistata a Londra dal Re Pedro IV nel 1831 per essere trasformata in fregata da 44 cannoni a Belleisle nel corso del 1832. Entrata in servizio fu nave di bandiera del viceammiraglio George Sartorius durante la spedizione a Madera, in piena guerra civile, avvenuta in quello stesso anno. Partita poi dall'isola di Terceira, Azzorre, assistette allo sbarco delle truppe liberali di Don Pedro sulla spiaggia di Mindelo, e quindi partecipò all’assedio di Porto e, infine, al blocco navale dell'estuario del Tago. Il 5 luglio 1833, al comando del capitano Peacke, prese parte alla battaglia di Capo San Vincenzo e poi ad operazioni nel nord del paese, a Sines e a Setúbal, contro i ribelli Miguelisti. Dopo l’ascesa al trono della Regina Maria II e l'emanazione della nuova costituzione del settembre 1838, che rappresentò il primo tentativo di riconciliazione tra le due posizioni costituzionali contrastanti (democratica del 1822 e realista del 1826), la fregata effettuò tre viaggi in India al comando del capitão tenente J. J. De Andrade Pinto.

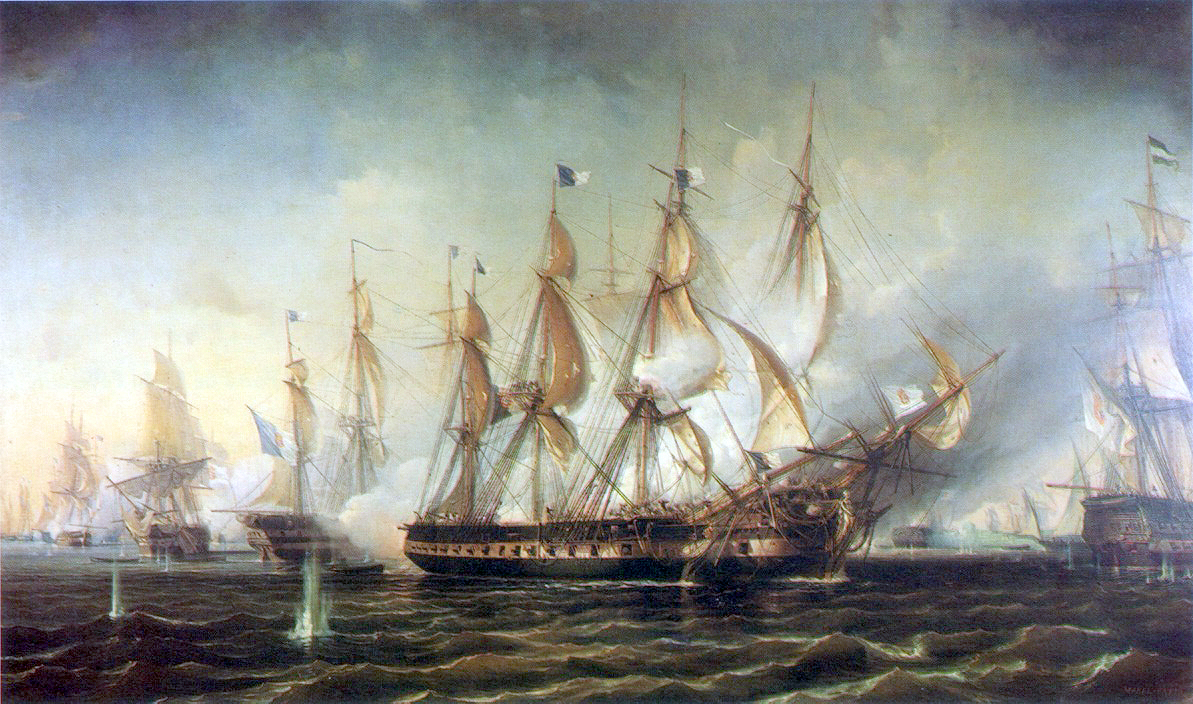
La fregata Dona Maria II durante la battaglia di Capo San Vincenzo del 1833. Dipinto di Antoine Léon Morel-Fatio (1810-1871) esposto presso il Museo de Marinha di Lisbona.

Nel 1849 l'unità partì per l'India come nave da trasporto, arrivandovi dopo una sosta in Mozambico, per venire immediatamente mandata a Macao in seguito all'omicidio del locale governatore João Maria Ferreira do Amaral, avvenuto il 22 agosto dello stesso anno. Con l’obiettivo di reagire alle provocazioni del governo cinese del Guangzhou le autorità portoghesi, oltre alla fregata Dona Maria II, mandarono anche le corvette Íris e Dom João I che trasportarono truppe di rinforzo. Il comando della squadra navale fu assunto dal capitão de mar e guerra Pedro Alexandrino da Cunha.
Giunta a Macao il 6 luglio 1850 la fregata Dona Maria II, al comando del capitano Francisco De Assis e Silva, stava preparandosi a salpare per ritornare a Goa, in India, quando improvvisamente affondò per esplosione interna, al largo dell’isola di Taipa, alle 14:30 del 29 ottobre 1850. L'esplosione causò la morte di 231 persone, tra le quali 188 appartenenti appartenenti all'equipaggio, 3 marinai francesi che si trovavano a bordo e 40 cinesi delle vicine imbarcazioni che stavano preparandosi ad attraccare. I soccorsi, portati dall’equipaggio dello sloop statunitense Marion, anch’esso investito dall'onda d'urto dell'esplosione e dai rottami della fregata, e dalle due corvette portoghesi furono immediati. Alcuni tra i membri sopravvissuti dell'equipaggio dichiararono che la perdita della fregata era da attribuirsi ad un atto di sabotaggio da parte di alcuni marinai che, puniti per mancanze disciplinari, avevano minacciato più volte di far esplodere il deposito munizioni.
Nel Boletim do Governo da Província de Macao, Timor e Solor, del 16 novembre 1850, fu edita una testimonianza dell'incidente scritta dal capitão-tenente Izidoro F. Guimarães, comandante della corvetta Íris, a bordo di quest’ultima il 2 novembre precedente. Una volta normalizzata la situazione la corvetta Don João I salpò dal delta del fiume Pérolas per compiere un viaggio dimostrativo che toccò i porti di Hong Kong, Shangai e Whampoa al fine di mostrare la bandiera. 
Nel 1856 lo scafo della fregata fu rimosso dal fondo su ordine del governatore Isidoro Francisco Guimarães, e venduto per demolizione al prezzo di alcune migliaia di patacas.

### Annotazioni
1. ↑  La corvetta Íris si trovava allora in Brasile, e versava in condizioni deplorevoli. Una volta salpata dovette ritornare indietro poco tempo dopo per completare le riparazioni, e arrivò a Macao molto tempo dopo.
2. ↑  Tra i morti vi furono il comandante della nave, capitão tenente Francisco d´Assis e Silva (il suo corpo fu recuperato il giorno 31); i secondi tenenti Plácido José de Sousa, Luís Maria Bordalo, Francisco Xavier Teles de Melo, Francisco Xavier Teles de Melo, Francisco Cipriano soa Santos Raposo, il tenente Mouro Samgi, il guardiamarina João Bernardo das Silva, il secondo chirurgo José Maria Lucas d´Aguiar e il commissario di bordo Manuel Marques.
3. ↑  L'equipaggio era composto da 234 persone.
4. ↑  La polveriera conteneva 300 barili di polvere da sparo.

### Fonti
1. 1 2 3 4 5 6 7 8  Ride, Ride, Wordie 1999, p. 58.
2. 1 2 3 4  Ride, Ride, Wordie 1999, p. 60.
3. ↑  O Cerco do Porto 1840, p. 193.
4. ↑  O Cerco do Porto 1840, p. 187.
5. ↑  Annaes maritimos e coloniaes, Quinta Serie 1845, p. 50.
6. 1 2 3  Ride, Ride, Wordie 1999, p. 59.
7. 1 2  Hamersly 1878, p. 267.